# باول بليدز
باول بليدز (بالإنجليزية: Paul Blades)‏ هو لاعب كرة قدم بريطاني، ولد في 5 يناير 1965 في بيتربرة في المملكة المتحدة. لعب مع ديربي كاونتي ونادي روذرهام يونايتد ونورويتش سيتي ووولفرهامبتون واندررز.

## وصلات خارجية
- باول بليدز على موقع قاعدة بيانات كرة القدم.إي يو (الإنجليزية)
- باول بليدز على موقع Soccerbase.com (لاعب) (الإنجليزية)